# 亞肯賈
亞肯賈（土耳其語：Yakınca，原稱：Kileyik）是土耳其的城鎮，位於該國中部，距離馬拉蒂亞11公里，由馬拉蒂亞省負責管轄，海拔高度1,040米，該鎮始建於十五世紀左右，2011年人口10,943。